# دوار أيت خلوف
أيت خلوف هو دوار مغربي يقع غرب مدينة مراكش ويبعد عنها ب 61 كلم. الدوار ينتمي لإقليم الصويرة ويضم 2109 نسمة (إحصاء 2004).